# Sven-Olof Sundberg

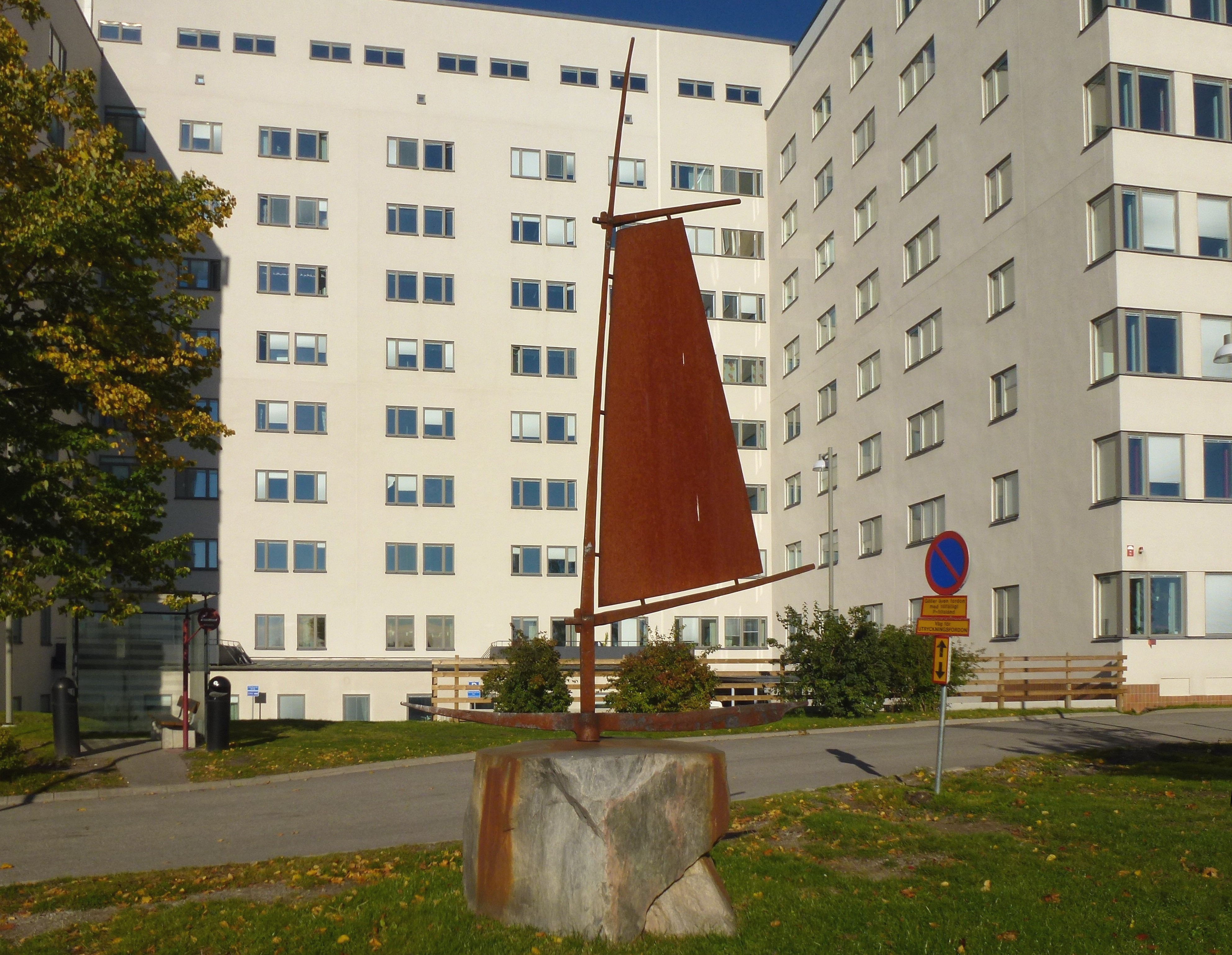
Fartyg i cortenstål vid Södersjukhuset i Stockholm.

Sven-Olof Sundberg (av Sundberg själv stavat Svenolof Sundberg), född 11 december 1952, är en svensk skulptör och smed.
Sundberg studerade vid Nyckelviksskolan på Lidingö 1974–75, på Konstfack i Stockholm 1976–81 och vid slöjdlärarseminariet i Linköping 1981–82.
Sundberg arbetar huvudsakligen i järn och cortenstål. Härvid åstadkommer han såväl kraftfullt som känsligt smide.
Hans offentliga konst finns på flera orter i Sverige, bland annat är Sundberg representerad på Röhsska museet i Göteborg och Nationalmuseum i Stockholm. Bland stipendier och priser märks Konstnärsnämndens 10-årsstipendium (1992), Gunvor Göranssons kulturstiftelses stora pris (2004) och Sandvikens kommuns kulturpris (2006).